# صدای روسیه
صدای روسیه (به روسی: Голос России) رادیو بین‌المللی حکومت روسیه است که هم‌اکنون به ۳۸ زبان برنامه پخش می‌کند. این رادیو در دوران حکومت شوروی با نام رادیو مسکو در سال ۱۹۲۹ تأسیس شد.
رادیو مسکو (فارسی) برای اولین بار در ۲۳ ژوئن سال ۱۹۴۱، یک روز پس از حمله آلمان به اتحاد شوروی به زبان فارسی «سخن گفت». در چنین روزی بالاخره ایده پخش برنامه‌ها برای همسایه جنوبی جامه عمل پوشید.
اولین برنامه ۱۵ دقیقه‌ای رادیو مسکو به زبان فارسی عمدتاً به اخبار دفتر اطلاعاتی شوروی اختصاص داشت. وضعیت در سپتامبر سال ۱۹۴۱ تغییر کرد و برنامه‌ها تا یک ساعت افزایش یافتند و هدف عمده از پخش آنها توضیح سیاست اتحاد شوروی نسبت به ایران بود. در سال‌های بعدی برنامه‌های رادیو مسکو به زبان فارسی متنوع‌تر شد. البته بیشتر بر تبلیغات دستاوردهای مردم شوروی در توسعه اقتصاد داخلی و موفقیت‌ها در سیاست خارجی تأکید می‌شد. در این زمان حجم برنامه‌ها تا سه ساعت افزایش یافت. در نامه‌های آن زمان شنوندگان رادیو مسکو به ویژه بر لحن دوستانه و صحیح این رادیو و احترام به تاریخ غنی و سنن ملی مردم ایران تأکید شده‌است.

با فروپاشی اتحاد جماهیر شوروی سوسیالیستی و استقلال روسیه، مناسبات روسیه و ایران شکل جدیدی به خود گرفت و حسن همجواری و همکاری در عرصه‌های مختلف هسته آن را تشکیل داد. قابل ذکر است که شنوندگان ایرانی توجه زیادی به ادبیات، فرهنگ و علم روسیه مبذول می‌دارند. انعکاس این توجه در پیدایش یک سری برنامه‌های جدید در موضوعات گوناگون از جمله ادبی و موزیکال و فرهنگی مشاهده می‌شود. وجود شنوندگان ایرانی در فهرست برندگان جوایز اول مسابقه ۸۵۰مین سالگرد مسکو و مسابقه دیگری که به ۲۰۰مین سالگرد پوشکین اختصاص داشت، نشان دهنده توجه آنها به برنامه‌های این بخش و کلاً کشور روسیه است.
طی بیش از ۶۰ سال پخش برنامه به زبان فارسی، رادیو مسکو نام‌های کسانی را در خاطره خود محفوظ نگه داشته‌است که سهم وزینی در راه‌اندازی بخش فارسی رادیو مسکو ایفا کردند. اینها هم مهاجران ایرانی بودند و هم روس‌های مسلط به زبان فارسی که تعداد زیادی از آنها دیگر در قید حیات نیستند.
نسل جدید کارمندان به جای آنها در بخش فارسی رادیو مسکو در تلاشند تا برنامه‌های رادیو مسکو همچنان از لحن دوستانه و صحیح برخوردار باشند و اخبار روز و اطلاعات فوری در اختیار شنوندگان قرار داده شوند و امکان آن فراهم شود تا آنها شخصاً بتوانند به نتایج درست و صحیح از اخبار دریافتی در رابطه با حوادث و رویدادهایی که هم در روسیه و هم در کشورهای دیگر اتفاق می‌افتند نائل آیند.
در حال حاضر رادیو و صدای روسیه به خبرگزاری و رادیوی اسپوتنیک (Sputnik) تغییر نام یافته‌است.